# Saint-Leu-la-Forêt
Saint-Leu-la-Forêt är en kommun i departementet Val-d'Oise i regionen Île-de-France i norra Frankrike. Kommunen ligger i kantonen Saint-Leu-la-Forêt som tillhör arrondissementet Pontoise. År 2022 hade Saint-Leu-la-Forêt 16 047 invånare.

## Befolkningsutveckling
Antalet invånare i kommunen Saint-Leu-la-Forêt
| Referens: INSEE |